# Diversidad sexual en Honduras
Las personas del colectivo LGBTI+ en Honduras se enfrentan a ciertos desafíos legales y sociales no experimentados por otros residentes. Las relaciones sexuales consensuales entre personas del mismo sexo fueron despenalizadas en 1899, sin embargo, la diversidad sexual aun es un tema tabú en la sociedad hondureña, la cual es mayormente conservadora, y si bien se han obtenido avances en las últimas décadas en materia de protección legal contra la discriminación por motivos de orientación sexual e identidad de género en áreas como en el acceso al empleo, los servicios de salud y la vivienda, entre otros, las personas LGBTI+ aun sufren discriminación, persecución y violencia en el país. Poco a poco la visibilidad de este colectivo comienza a ser más notable en los medios de comunicación, en la política y en la sociedad en general, un ejemplo de ello es el caso de Víctor Grajeda, primer diputado abiertamente homosexual en llegar al congreso hondureño.

## Legislación y derechos

### Despenalización de la homosexualidad
Las relaciones sexuales consensuales entre personas del mismo sexo en Honduras son legales desde la entrada en vigor del código penal de 1899. Este nuevo código penal derogó el artículo 367 del anterior código penal de 1880, el cual condenaba el delito de sodomía. La edad de consentimiento sexual en Honduras es de 18 años, sin importar la orientación sexual.

### Reconocimiento de las parejas del mismo sexo
No existe ningún tipo de reconocimiento legal hacia las parejas formadas por personas del mismo sexo en Honduras. En 2005 se reformaron los artículos 112 y 116 de la Constitución para prohibir el Matrimonio entre personas del mismo sexo y las Uniones Civiles, igualmente se prohibió la Adopción Homoparental y el reconocimiento de los matrimonios o uniones civiles realizados en otros países. se estableció expresamente lo siguiente: "se prohíbe el matrimonio y la unión de hecho entre personas del mismo sexo. Los matrimonios o uniones de hecho entre personas del mismo sexo celebrados o reconocidos bajo las leyes de otros países no tendrán validez en Honduras". A pesar de la prohibición constitucional del matrimonio igualitario, el colectivo LGBTI+ de honduras se manifiesta por la legalización del matrimonio igualitario desde hace algunos años.
En el mes de enero de 2019 la Sala de lo Constitucional de la Corte Suprema de Justicia admitió un recurso de inconstitucionalidad contra los decretos legislativos 176-2004 y 35-2013 emitidos por el Congreso Nacional los cuales prohíben la unión civil entre personas del mismo sexo.
Los activistas locales han presentado dos demandas ante la Corte Suprema para legalizar el matrimonio entre personas del mismo sexo con base en la Opinión Consultiva emitida por la Corte Interamericana de Derechos Humanos. Uno fue desestimado por errores técnicos y el otro caso sigue pendiente ante el tribunal.

### Leyes y medidas antidiscriminación
Debido a que la discriminación por motivos de orientación sexual e identidad de género están ampliamente extendidos en el país, y con múltiples crímenes de odio hacia las personas LGBTI+ reportados, el Congreso Nacional de Honduras aprobó en 2013 una serie de reformas al código penal para garantizar la protección contra la discriminación por motivos de orientación sexual e identidad de género, estas modificaciones fueron posibles gracias al Decreto No.23-2013. En junio de 2020 entró en vigencia un nuevo código penal, en el cual se modificaron ligeramente los artículos referentes a discriminación en el empleo y en el acceso a bienes y servicios, entre otros.

#### Protección laboral
Desde el año 2013, el Estado de Honduras cuenta con medidas legales las cuales prohíben la discriminación por motivos de orientación sexual e identidad de género en el ámbito laboral.
Código Penal: El artículo 295 del Código Penal, prohíbe la discriminación por motivos de orientación sexual e identidad de género en el empleo, ya sea público y/o privado, estableciéndose penas de prisión de 1 a 2 años y una multa de 100 a 200 días.
El artículo 295 del código penal expresa lo siguiente:

ARTÍCULO 295.- DELITO DE DISCRIMINACIÓN LABORAL. 

Quien realiza una grave discriminación en el empleo, público o privado, contra alguna persona por ostentar la representación legal o sindical de los trabajadores, por razones de ideología, religión o creencias, lengua, pertenencia a una etnia o raza, origen nacional, pueblo indígena o afrodescendiente, lugar de residencia, sexo, orientación sexual, identidad de género, razones de género, estado civil, situación familiar o económica, edad, enfermedad, discapacidad o embarazo, debe ser castigado con las penas de prisión de uno (1) a dos (2) años y multa de cien (100) a doscientos (200) días.

Si el culpable fuera funcionario público se le debe imponer, además, la pena de inhabilitación especial de cargo u oficio público por el doble del tiempo que dure la pena de prisión, en otros supuestos se debe aplicar la inhabilitación de profesión, oficio, industria o comercio por el mismo período de tiempo.
Código Penal de Honduras

#### Protección amplia
Desde el año 2013, el Estado de Honduras cuenta con medidas legales las cuales prohíben la discriminación por motivos de orientación sexual e identidad de género de forma amplia (acceso a los servicios de salud, y acceso a bienes y servicios), y desde el año 2020, con protección contra la discriminación en el acceso a la vivienda, sin embargo, no se ha legislado en el sistema educativo.
Código Penal: En los artículos 211 y 212 del Código Penal, se prohíbe la discriminación por motivos de orientación sexual e identidad de género en el acceso a bienes y servicios públicos, así como a los servicios prestados por otros profesionales y empresas, estableciéndose penas de prisión de 1 a 3 años y una multa de 100 a 200 días.
Los artículos 211 y 212 del código penal expresan lo siguiente:

ARTÍCULO 211.- DENEGACIÓN DE PRESTACIÓN DE UN SERVICIO PÚBLICO POR DISCRIMINACIÓN. 

El funcionario o empleado público o, el particular encargado de un servicio público, que deniega a una persona, grupo, asociación, corporación o a sus miembros, por razón de su ideología, religión o creencias, lengua, pertenencia a una etnia o raza, origen nacional, pueblo indígena o afrodescendiente, su sexo, orientación sexual o identidad de género, razones de género, estado civil, situación familiar o económica, edad, enfermedad o discapacidad, una prestación a la que tiene derecho, debe ser castigado con las penas de prisión de uno (1) a tres (3) años, multa de cien (100) a doscientos (200) días e inhabilitación especial para empleo o cargo público de uno (1) a tres (3) años,

ARTÍCULO 212.- DENEGACIÓN DE PRESTACIÓN EN EL EJERCICIO DE ACTIVIDADES PROFESIONALES O EMPRESARIALES POR RAZONES DE DISCRIMINACIÓN. 

Quien en el ejercicio de sus actividades profesionales, mercantiles o empresariales deniega a una persona, grupo, lugar de residencia, asociación o corporación o a sus miembros por alguna de las razones a las que se refiere el artículo anterior, una prestación a la que tiene derecho, debe ser castigado con la pena de inhabilitación especial para el ejercicio de profesión, oficio, industria o comercio de uno (1) a tres (3) años.
Código Penal de Honduras

### Leyes sobre crímenes de odio e incitación al odio
Crímenes de odio
El numeral 8, del artículo 32 del código penal, (circunstancias agravantes), agrava el delito de homicidio cuando este estuviese motivado por la orientación sexual o la identidad de género de la víctima.
El numeral 8 del artículo 32 del código penal expresa lo siguiente:

ARTÍCULO 32.- CIRCUNSTANCIAS AGRAVANTES.

Son circunstancias agravantes comunes las siguientes:

8) Cometer el delito por motivos racistas u otros relativos a la ideología, religión o creencias de la víctima, edad, lengua, situación familiar, etnia, raza o nación a la que pertenezca, su sexo, orientación sexual o identidad de género, razones de género, enfermedad o discapacidad.
Código Penal de Honduras

Incitación al odio
El artículo 213 del Código Penal, establece penas de prisión de 1 a 2 años y una multa de 100 a 500 días a quienes inciten a la discriminación o a cualquier forma violencia por cualquiera de las causas mencionadas en los artículos anteriores (Artículo 211 y Artículo 212), Artículos los cuales incluyen de forma textualmente explícita la orientación sexual e identidad de género.
El artículo 213 del código penal expresa lo siguiente:

ARTÍCULO 213.- INCITACIÓN A LA DISCRIMINACIÓN.

Debe ser castigado con las penas de prisión de uno (1) a dos (2) años y multa de cien (100) a quinientos (500) días quienes desarrollan las conductas siguientes:

1) Quien directa y públicamente o a través de medios de comunicación o difusión destinados al público, incita a la discriminación o a cualquier forma de violencia contra un grupo, asociación, corporación o una parte de los mismos, o contra una persona determinada por razón de su pertenencia a aquellos, por cualquiera de las causas mencionadas en los artículos anteriores del presente título; y,

2) Quien lesiona la dignidad de las personas mediante acciones o expresiones, incluidas las gráficas, que entrañan humillación, menosprecio o descrédito de alguno de los grupos a que se refiere el numeral anterior o, de una parte de los mismos o contra una persona determinada por razón de su pertenencia a aquellos, por cualquiera de las causas mencionadas en los artículos anteriores.

La pena de prisión debe ser aumentada en un tercio (1/3) cuando los hechos descritos en los numerales anteriores sean cometidos por funcionario o empleado público en el ejercicio de sus funciones, además se le debe imponer la pena de inhabilitación especial para empleo o cargo público de uno (1) a tres (3) años.
Código Penal de Honduras

## Condiciones sociales

### Violencia contra la comunidad LGBTI+
Al menos 325 miembros de la comunidad LGBTI+ han sido asesinados en Honduras entre 2009 y julio de 2019, denunció el Comisionado Nacional de los Derechos Humanos (Conadeh), que dirige Roberto Herrera. El defensor del Pueblo hondureño pidió el cese de los crímenes de odio contra miembros de la comunidad LGBTI+, así como la impunidad que rodea a más del 90 % de esos casos. Dijo que espera que las autoridades encargadas de la seguridad desarrollen "el papel que les corresponde" para realizar una "correcta investigación" que permita capturar y enjuiciar a los autores materiales e intelectuales de esos crímenes.
La situación empeoró tras el golpe de Estado de 2009. A partir de ahí se produjeron episodios terribles, como la muerte del activista LGBTI+ Walter Tróchez en diciembre de 2009 tras recibir una paliza por los que se sospecha eran miembros de la Dirección Nacional de Investigación Criminal o el asesinato de los también activistas Wilmer García Alvarado y Erick Martínez Ávila en septiembre de 2010 y en mayo de 2012.
El organismo de derechos humanos señaló que entre 2009 y julio del 2019, al menos 50 de los 298 municipios del país registran los índices más altos de muertes violentas de homosexuales. El 75 % de las 325 muertes de la población LGBTI+ ocurrieron en los municipios del Distrito Central, donde se localiza Tegucigalpa; San Pedro Sula y Choloma.
"En Honduras hay una desmedida discriminación hacia la población transgénero y población LGBTI+ en general, de allí el reclamo permanente para que se respeten sus derechos humanos, principalmente el derecho a la vida y que cesen los crímenes de odio en el país" subrayó Roberto Herrera. El organismo de derechos humanos ve con "preocupación" el aumento de las muertes y la forma en que son asesinados los miembros de la población LGBTI+. Algunas de las víctimas mortales fueron "estranguladas, asesinadas a tiros, apuñaladas, degolladas, encostaladas e incluso calcinadas". Según un informe del Conadeh, los miembros de la comunidad LGBTI+ son víctimas de homicidio, tentativa de homicidio, abuso de autoridad, lesiones, detenciones ilegales, robo, hostigamiento, violación sexual, amenazas de muerte, violencia intrafamiliar y agresión por parte de particulares y agentes de cuerpos de seguridad del Estado. La mayoría de los miembros de la comunidad LGBTI+ fueron asesinados en la calle, otros en su vivienda, lugar de trabajo y solares baldíos, entre otros.
Aunque la mayor parte de los asesinatos en Honduras se deben a las pandillas o maras, en el caso de la población LGBTI+ son las propias instituciones del país las que destilan mensajes de odio y promueven su persecución. Según la reportera Dina Meza, los medios de comunicación vinculan a las asociaciones pro derechos humanos con el tráfico de drogas y el crimen organizado, propiciando un clima de hostilidad con las minorías sexuales. Los periodistas y los activistas que salen en su defensa también son objeto de los ataques.
Un estudio realizado por CID Gallup Latinoamérica confirma que el 75 % de hondureños rechaza el matrimonio entre personas del mismo sexo, un 10 % no está ni acuerdo ni en desacuerdo y un tan solo 17 % apoya la idea del reconocimiento legal.

### Transexualidad
Vivir en Honduras y ser homosexual es un riesgo, pero ser trans representa una doble aventura en un país donde se carece de un marco jurídico que vele por sus derechos, instituciones que resuelvan sus conflictos y, sobre todo, la decisión política para cambiar una cultura que se resiste a reconocer la diversidad sexual. Según la organización local Red Lésbica Cattrachas, en su informe más reciente, entre 2004 y 2017 hubo 277 asesinatos de integrantes de la comunidad, de los cuales solo se judicializaron 62 casos (22.0 %), mientras que uno de cada tres muertos fue una mujer transexual.
Un reporte elaborado por el centro de estudio Expediente Abierto (EA) sobre vulnerabilidades y riesgos en la comunidad trans indicó que si bien en Honduras se carece de un censo sobre esta población, ellas son quienes más agresiones reciben con relación a los diferentes grupos LGBTI+ que existen. Determinar las principales agresiones es difícil en un país como Honduras que, como ocurre en el resto de América Latina, aún se vive una fuerte resistencia del Estado a reconocer la diversidad sexual y por tanto sus derechos ciudadanos, colocándolos en un vacío jurídico sin más apoyo que sus propias organizaciones. A esto se suma el sub registro de denuncias, pues es hasta el 2013 cuando se comienzan a tipificar las agresiones por razón de sexo, resultado de las modificaciones en el Código Penal. El Comisionado Nacional de Derechos Humanos en Honduras (CONADEH) dijo a Expediente Abierto que fue en el 2013 cuando se registran las primeras 4 denuncias relacionadas con la comunidad LGBTI+ a nivel nacional, cifra que se dispara a 74 en 2016. Pese al cambio en el marco jurídico, la falta de respuesta fue latente como lo ejemplifica la Red Lésbica Cattrachas al señalar que solo en 2015 las autoridades abrieron tres casos de investigación, en un año en el que se registraron 37 muertes violentas contra la comunidad LGBTI+.

### Terapias de Conversión Sexual
Los Esfuerzos para Corregir la Orientación Sexual e Identidad de Género (también conocidas como 'ECOSIG') es el nombre con el que se conoce a una serie de métodos pseudocientíficos que tienen como objetivo cambiar o alterar la orientación sexual o la identidad de género de personas LGBTI+ (lesbianas, gais, bisexuales y transexuales). A pesar de que la Organización Mundial de la Salud eliminó en 1990 a la homosexualidad de la lista de enfermedades mentales y a la transexualidad en 2018, hoy en día aun existen diversas organizaciones religiosas las cuales siguen impartiendo este tipo de "terapias" en todo el mundo.
No hay estudios científicos metodológicamente válidos que demuestren que la terapia de conversión en cualquier forma sea efectiva. La evidencia internacional ha concluido que no hay pruebas sólidas de que las personas puedan reducir las atracciones hacia el mismo sexo o aumentar las atracciones hacia otros sexos a través los esfuerzos de cambio de orientación sexual. Por el contrario, las investigaciones que han estudiado a personas que se han sometido a estas prácticas, describen graves efectos en su salud mental tales como episodios de severa ansiedad, síndromes depresivos, aislamiento social, disfunción sexual y pensamientos suicidas. Las víctimas de las terapias de conversión también suelen ser sometidas a los dogmas de consejeros espirituales y a programas para curarse de su 'condición'. Estos programas pueden incluir calumnias homófobas, palizas, encadenamientos, privación de alimento e incluso exorcismos. En la actualidad, los ECOSIG no son criminalizadas en Honduras, ni en ningún otro país de la región Centroamericana.

## Asociaciones, organizaciones y redes LGBTI+

### Asociaciones
Asociación KUKULCAN
Asociación creada en 2002 por hombres gais para trabajar en temas de VIH/sida. Su principal actividad es la prevención y atención del VIH/sida con gais y trans, aunque también brindan apoyo psicosocial en casos de violencia y persecución y dan seguimiento a casos de crímenes de odio. Gestionan los recursos del Fondo Mundial de lucha contra el sida para prevención del VIH en el país. Participaron en el proyecto “Centroamérica Diferente” financiado por la Unión Europea.
APUVIMEH - Asociación para una Vida Mejor de Personas Infectadas y Afectadas por el VIH/SIDA
Asociación creada en 2004 como hogar para personas viviendo con VIH/ sida. Tienen un albergue para mujeres víctimas de violencia, personas desplazadas por la causa de la violencia y personas LGBTI+ con VIH (Casa Renacer). En el albergue trabajan 6 personas y reciben el apoyo de unos 30 voluntarios. La Secretaría de Desarrollo e Inclusión Social subvencionó la construcción y financia el mantenimiento del albergue. A causa de su activismo, denuncias ante el Ministerio Público e incidencia política, han recibido amenazas, les han asaltado la casa y muchos voluntarios han debido exiliarse. Imparten talleres anti-bulling y de prevención de la violencia juvenil. Han capacitado a policías y funcionarios del Registro de Identidad sobre derechos de la población LGBTI+. Tienen medidas cautelares de protección asignadas por la Comisión Interamericana de Derechos Humanos (CIDH) de la Organización de Estados Americanos (OEA).
Asociación COLECTIVO VIOLETA
Aunque trabajan desde 1985 frente a la epidemia de VIH/sida (con el nombre de Asociación Hondureña de Homosexuales contra el sida), es en 1995 que se constituyen como Colectivo Violeta para promover los derechos humanos, la visibilización y empoderamiento de la población gay y luchar contra el estigma y la discriminación. Realizan actividades educativas (talleres, campamentos, cine foros), remisión de pruebas de VIH y abastecimiento de condones, asesoramiento y acompañamiento a denunciantes de violación de derechos humanos.

### Colectivos
CRISALIDAS TRANS
Colectivo de mujeres trans que brinda asesoría legal y acompañamiento a personas trans que denuncian violación de derechos humanos. Realiza educación y prevención en VIH/sida. Participa en las mesas de trabajo del Comité Municipal de Paz y Convivencia de Villanueva.
Colectivo UNIDAD COLOR ROSA
Colectivo creado en 2010 para trabajar por los derechos humanos de personas transexuales, travestis y transgénero. Especializada en prevención del VIH/sida con la población trans, realizan talleres de información, autocuidado y seguridad para mujeres trans. Activas impulsoras de la campaña por una Ley de Identidad de Género sin discriminación, fue la primera organización que sensibilizó sobre derechos humanos y Ley de Identidad de Género a 60 militares en las instalaciones de la 105 Brigada de Infantería de San Pedro de Sula. Es la organización que representa a los colectivos trans de Honduras en la Red Latinoamericana y del Caribe de Personas Trans (REDLACTRANS) Junto con otras 12 organizaciones trans del continente, ejecuta desde 2016 un proyecto de la REDLACTRANS auspiciado por el Fondo Mundial de lucha contra el sida.
LITOS – Colectivo de mujeres bisexuales y lesbianas
Están dentro de la Asociación ARCO IRIS, pero tienen un funcionamiento autónomo. Se definen feministas y se consideran “las más luchadoras de la asociación”. Reúnen a unas 150 mujeres con las que hacen grupos de autoapoyo emocional, talleres sobre la violencia específica que sufren las mujeres lesbianas y bisexuales, organizan ferias de salud y marchas. Han recibido financiamiento durante 8 años del Fondo Centroamericano de Mujeres (FCAM).

### Organizaciones

#### Red Lésbica CATTRACHAS
Organización lésbica feminista, creada en 2000 como una red de respuesta lésbica a las violaciones de los derechos humanos de la colectividad LGBTI+. Para 2003 ya se había convertido en una red de comunicación e incidencia que, desde entonces, denuncia las violaciones de derechos humanos de la comunidad. Integrada por 4 mujeres profesionales y unas 20 personas voluntarias, de todas las orientaciones sexuales e identidades genéricas, que dan apoyo profesional a la colectividad, hacen incidencia política basada en evidencias, investigación, denuncia de torturas a personas LGTB presas, informes sombra y videos; capacitan a policías, llevan casos a la Justicia y les dan seguimiento. Tienen un Observatorio de Muertes Violentas de LGTBI desde 1994 reconocido por el Estado como fiable, cuya fuente son los medios de comunicación y constituye la base de su Auditoría social al Sistema de Justicia. Tienen medidas cautelares de protección asignadas por la Comisión Interamericana de Derechos Humanos (CIDH) de la Organización de Estados Americanos (OEA).

#### Asociación COZUMEL TRANS
Organización creada en 2003 como “Red Trans de Tegucigalpa” para agrupar a mujeres trans que participaban en los demás grupos LGBTI+. Es una asociación de personas travestis, transgéneros y transexuales que desde 2014 trabaja también con trabajadoras sexuales, personas trans privadas de libertad, población garífuna y jóvenes. Sensibilizan a funcionarios y policías militares para que se respeten sus derechos. Realizan acciones de incidencia política ante tomadores de decisiones para que elaboren leyes de interés para estas poblaciones, habiendo logrado modificar el Código Penal (art. 131) para eliminar la discriminación por orientación sexual e identidad de género y reformar la Ley de Registro para que las personas trans puedan cambiar la foto de sus documentos de identidad. Con recursos del Fondo Mundial están capacitando a personas trans de otros Departamentos del país sobre prevención de ITS y VIH. Trabajan con las “barras” (seguidores de clubes de fútbol) y colocan quioscos LGBTI+ en las plazas públicas para sensibilizar a la población en general. Tienen un comedor solidario para personas trans migrantes y un grupo de teatro.

#### Asociación Arcoíris
Organización creada en 2003 con los objetivos de empoderar e informar a la comunidad LGBTI+ en temas de promoción de la salud integral y defensa de los derechos humanos. Trabajan temas de derechos humanos, liderazgos, empoderamiento, incidencia política, prevención de VIH y otras ITS, uso correcto del condón, autoestima, salud sexual y reproductiva. Acompañan denuncias de detenciones arbitrarias de personas LGBTI+ e investigan crímenes de odio. Forman parte del Consejo Nacional de Protección a Defensores de Derechos Humanos, una instancia oficial creada tras el Examen Periódico Universal (EPU) de 2012 a Honduras sobre el cumplimiento de Derechos Humanos. Monitorean las recomendaciones de los organismos internacionales a Honduras sobre derechos sexuales y reproductivos, derechos de las mujeres, derechos de la colectividad LGBTI+, etc.

#### Fundación LLAVES - Llanto, Valor y Esfuerzo
Organización creada en 1999, como respuesta a necesidades particulares de las personas con VIH. Ha desarrollado experiencia en el área de comunicación para cambios de comportamiento saludables, prevención primaria y secundaria del VIH y otras ITS, defensa de los derechos humanos, incidencia política e involucramiento de actores claves en la respuesta a la epidemia de VIH. Publica la revista informativa Llaves, ha puesto en marcha un Diplomado en Género, Derechos Humanos y Diversidad Sexual y realiza campañas para reducir el estigma y la discriminación hacia las personas con VIH, mediante charlas, talleres y conferencias.

### Redes
Red de Colectivos Americanos de Hombres Trans+ - REDCAHT+
La Red de Colectivos Americanos de Hombres Trans+ (REDCAHT+) aglutina a 11 colectivos y organizaciones de hombres trans de México, Guatemala, El Salvador, Honduras, Nicaragua, Costa Rica, Panamá, República Dominicana, Perú, Uruguay y Cuba. Los colectivos y organizaciones que conforman esta red buscan entenderse entre sí y actuar como uno solo en la región frente a los problemas de discriminación e invisibilización que enfrentan los hombres trans y las personas disidentes del género femenino asignado al nacer. Esta red busca fortalecer y agrupar a los colectivos centroamericanos y de otras regiones americanas que luchan por la visibilización, el empoderamiento, el reconocimiento y el respeto de los derechos humanos de las personas trans masculinas. Colectivo Unidad Color Rosa forma parte de esta red.
Red Diversa - Red de la Diversidad Sexual de Centroamérica
Esta red, que llegó a aglutinar a más de 20 organizaciones de Guatemala, Honduras, El Salvador y Nicaragua, se formó como resultado del proyecto “CENTROAMERICA DIFERENTE” financiado por la Unión Europea y ejecutado en consorcio entre las ONG Terra Nuova y Arcigay (italianas) y LAMBDA de Guatemala, CEPRESI de Nicaragua, Kukulcan de Honduras y Entre Amigos de El Salvador. El proyecto ejecutó casi un millón y medio de euros en dos años (2014-2016) y tuvo como objetivos mejorar el respeto de los derechos humanos de las personas LGBTI+ y ampliar la oferta de información, denuncia y defensoría dirigida a personas LGBTI+, ante la violencia y violación de derechos que sufren esta comunidad. El proyecto puso en marcha un Observatorio Regional de Derechos Humanos y un Diplomado sobre Derechos Humanos de la colectividad LGBTI+, y ejecutó diversas actividades formativas, de denuncia del bullying homofóbico e incidencia política. Actualmente la red carece de recursos por lo que se reúne de manera esporádica. La Asociación Kukulcan de Honduras ostenta su presidencia.
Red Centroamericana de Personas con VIH - REDCA+
Es una estructura regional conformada por personas con VIH y respaldada por organizaciones de y para personas con VIH de Belice, Costa Rica, El Salvador, Guatemala, Honduras, Nicaragua y Panamá. Fue creada en 2001 para promover el acceso universal al tratamiento antirretroviral, la reducción del estigma y la discriminación a la población que vive con VIH. Es reconocida nacional, regional e internacionalmente como una estructura que promueve el bienestar y dignidad de las personas con VIH a través de procesos políticos, defensa pública y estrategias que contribuyen a la respuesta regional del VIH, tendientes a mejorar la calidad de vida de las personas con VIH en Centroamérica. En el año 2007, REDCA+ recibió el aval político de la Comisión de Ministros de Salud de Centroamérica (COMISCA) y del Consejo de Integración Social (CISCA). Desde octubre de 2008 a la fecha ha percibido una subvención del Fondo Mundial de lucha contra el Sida, la Tuberculosis y la Malaria. En 2012 se crea su Programa Regional para fortalecer las capacidades técnicas de las personas con VIH, subvencionado por el Fondo Mundial y ejecutado y administrado por la Secretaría de la Integración Social Centroamericana (SISCA).

### ONG
SOMOS CDC – Centro para el Desarrollo y la Cooperación LGBTI+
Esta ONG tiene sus antecedentes en la Asociación Jóvenes en Movimiento (AJEM) fundada en 2009. En 2015, en ocasión de organizar la 2.ª Conferencia Latinoamericana sobre Liderazgos Políticos LGBTI+, deciden denominarse SOMOS CDC. Está constituida por 10 profesionales que desarrollan 4 áreas de trabajo:
- Salud sexual y reproductiva (VIH/sida y otros temas de interés para lesbianas).
- Promoción de los derechos humanos de la población LGBTI+.
- Participación política y promoción de liderazgos LGBTI+ (Escuela de Formación Política LGBTI+ con cobertura centroamericana).
- Empoderamiento económico de personas LGBTI+ (Escuela de Emprendedurismo y apoyo con créditos a planes de negocio, sobre todo de mujeres trans).

La ONG administra los fondos de HIVOS en Honduras para el trabajo de colectivos LGBTI+ sobre derechos humanos, y es el Punto Focal del trabajo con HSH financiado por USAID. Fortalecen a grupos LGBTI+ pequeños, promoviendo que accedan a financiamientos. Tienen medidas cautelares de protección asignadas por la Comisión Interamericana de Derechos Humanos (CIDH) de la Organización de Estados Americanos (OEA).

### Otros
MDR - Movimiento Diversidad en Resistencia
Movimiento creado en 2010 para promover la participación política y el ejercicio de una ciudadanía plena de la colectividad LGBTI+. Vinculado al Frente Nacional de Resistencia Popular, una organización social surgida en respuesta al golpe de Estado de 2009, el MDR fomenta la formación política de las personas LGBTI+ para responder a los desafíos de participación, derechos humanos, incidencia y cambio social, desde un enfoque socialista y feminista. En 2013 nombraron a 6 personas gais, lesbianas y trans como sus delegadas a la 1.ª Asamblea Nacional del partido Libertad y Refundación (LIBRE). En una entrevista realizada en 2013, José Palacios decía “Desgraciadamente, el patriarcado se ha difundido en todos los grupos sociales, incluso en las organizaciones LGBTI+, la mayoría de las cuales son organizaciones “G” (de hombres gais). Reproducen la cultura machista: las lesbianas son tratadas como ciudadanas de segunda clase (al igual que todas las mujeres de nuestra sociedad) y la población trans es tratada peor que ninguna. Hoy día hay pocos activistas o líderes que comparten la perspectiva socialista y feminista del MDR, pero las cifras están aumentando”.
CEPRES - Centro de Educación y prevención en Salud, Sexualidad y Sida
Fundada en 1996, trabajan con jóvenes gais en prevención del VIH. También reciben denuncias y realizan acciones de defensoría de derechos humanos para activistas y miembros de la comunidad LGBTI+ víctimas de persecución, acoso y amenazas por su orientación sexual o expresión de género.

## Cultura

### Cortometrajes
- 21 (2012): 21 es un cortometraje gay Hondureño, dirigido y rodado en el año 2012 por el director Tomas Chi. El cortometraje nos muestra la historia de un joven gay llamado Robert, el cual decide salir del clóset frente a toda su familia en su cumpleaños 21. A partir de ese momento surgirán los problemas y su padre lo expulsará de casa porque "no quiere maricones" según sus palabras. El chico trata de llamar a sus amigos (Erich y Lili) contándoles lo sucedido, pero ninguno de ellos es capaz de acogerlo y darle un techo para dormir, ya que son egoístas. Después de hablar con sus amigos, aparece un predicador, el cual le dice al joven que existe una 'plaga de homosexualismo' y que no verán el 'Reino del Señor'. El cortometraje está dividido en 5 partes y tiene una duración de 12 minutos.[29]

- Thara (2018): Thara es una trabajadora sexual trans, la cual vive en Honduras. En una sociedad marcada por los prejuicios y la violencia, ella está dispuesta a arriesgarlo todo por ser ella misma, a pesar de los monstruosos peligros que acechan en la noche. 'Thara' fue dirigido por los directores Paco Ramírez y Tanya O'Carroll. El cortometraje/documental se estreno en el año 2018 y fue exhibido en el Festival Internacional de Cine de Morelia.[30]

### Obras de teatro
- Blanco y negro no siempre es gris (2015): Blanco y negro no siempre es gris es la creación colectiva de los estudiantes de la Escuela Nacional de Arte Dramático (ENAD), desarrollada bajo un formato de teatro-foro. La obra trata sobre Pedro un joven de 15 años, el menor de 3 hijos y el único hombre de la casa, cuya madre es pilar fundamental en la familia, una mujer conservadora que le preocupa mucho lo que las demás personas piensan de ella y de su familia. Una de las hermanas de Pedro se da cuenta de que él es gay al ser descubierto por sus compañeros de colegio con su novio Alfredo a quién la familia, conoce solo como un buen amigo. Así inicia una lucha constante entre la madre y una de las hermanas opresoras y Pedro y Roxana (otra de sus hermanas), para que él deje de ser lo que es y se convierta en lo que, según las primeras, debe ser un hombre, pues temen que la sexualidad de Pedro, sea arma para críticas y vergüenza para la familia.[31] El teatro foro, modalidad que se deriva del teatro del oprimido, tiene como objetivo utilizar el teatro y las técnicas dramáticas como un instrumento eficaz para la comprensión y la búsqueda de alternativas a problemas sociales e interpersonales. “Blanco y negro no siempre es gris” crea en cada presentación una reflexión por parte de las y los participantes sobre las relaciones de poder, mediante la exploración y representación de historias entre opresores y oprimidos, en las que el público asiste y participa de la pieza con el propósito de analizar y proponer soluciones de cambio ante la opresión que bajo distintas formas sufren los individuos y las comunidades.[31]

## Historia

### Época precolombina

#### Los mayas

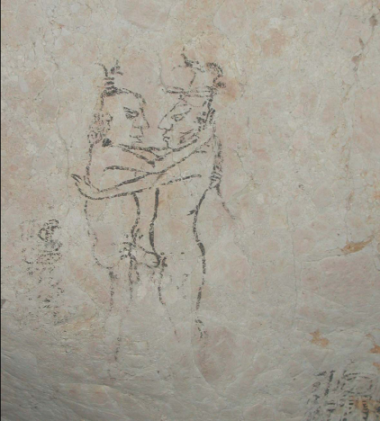
Pintura homoerótica maya encontrada en una de las paredes de la gruta de Naj Tunich, Guatemala.

Los cronistas recopilaron durante tres siglos seguidos (XV, XVI y XVIII), toda la diversidad de “condiciones sexuales” existentes en el suelo del Nuevo Mundo, en la zona de América Central, la homosexualidad era reverenciada por los mayas, y aquellos con esta tendencia eran tratados como seres mágicos, los mayas incluso creían que podían llegar a tener poderes, por lo que estar cerca de ellos era sinónimo de buena suerte. El cronista Gonzalo Fernández de Oviedo, relata que los habitantes de las aldeas mayas llevaban joyas y oro a personas de distinta orientación sexual, con la idea de que les otorgarían protección y suerte. Los mayas eran tolerantes con la homosexualidad, la consideraba preferible al sexo prematrimonial heterosexual, por lo que las elites conseguían esclavos sexuales para sus hijos. De entre todos los dioses los cuales eran venerados por los mayas, destaca uno al cual se le conoce como Chin, el cual representaba las relaciones homosexuales de los nobles de esta cultura. A él se encomendaban para unir y santificar las relaciones entre jóvenes de la clase baja de la nobleza, con los de la clase alta, sus uniones se equiparaban a los matrimonios legales según la Ley Maya.
Para estudiar las prácticas homosexuales en el mundo prehispánico maya se dispone básicamente de dos fuentes: la primera es a través de los relatos de los primeros cronistas que entraron en contacto con los habitantes de estos pueblos. Es difícil evaluar el grado de objetividad de estos relatos, ya que en algunos casos, ellos tendían a exagerar los hábitos sexuales de los nativos, siendo así narraciones muy subjetivas, todo esto ocurrió debido a la fuerte creencia en la religión. La segunda fuente son los registros prehispánicos, como lo son los manuscritos tradicionales hechos por las mismas personas del lugar, donde relatan los sucesos de su vida y su pueblo, sus costumbres y tradiciones, así como a través de su arte, elemento fundamental para dar a conocer su visión del mundo.

### Historia del movimiento LGBTI+ en Honduras

#### Primeros pasos (1982-2008)
En Honduras, la reforma constituyente de 1982 abrió el camino para fortalecer la participación ciudadana y la democracia al interior de sus instituciones. Sin embargo, en lo que se refiere a la visibilidad de las personas LGBTI+, antes de 2004 no se encuentran expresiones reales de sistematización de su participación, ni en lo social ni en lo político, mucho menos en su fortalecimiento organizativo. Sin embargo, desde los años 90 la emergencia del VIH Sida, que afectaba gran parte de la población LGBTI+, y la falta de acción del Estado para prevenir y atender esta pandemia permitieron que en el país aparecieran organizaciones como el Colectivo Violeta en Tegucigalpa y la Comunidad Gay Sampedrana en la ciudad de San Pedro Sula. Si bien estas tenían sus objetivos, su prioridad era en concreto la prevención y atención del VIH Sida en todas sus expresiones, fortaleciendo solo su incidencia en el escenario de la salud.
En 2002, aparecen en el país las primeras organizaciones abiertamente LGBTI+ pidiendo reconocimiento jurídico al Estado en su quehacer de promover y defender los derechos de lesbianas, gais, bisexuales y trans. En el año 2004, por solicitud de la Comisión Interamericana de Derechos Humanos y presión de organismos Internacionales, el Estado hondureño otorgó la personería jurídica a organizaciones LGBTI+ del país y a las organizaciones que si bien venían dedicándose a la agenda del VIH Sida, su fortaleza era el trabajo con personas LGBTI+. Unos de los impedimentos que alegó el Estado en su momento, por influencias externas, era que aprobar personerías jurídicas a personas LGBTI+ sería una forma de abrir la puerta a debates como el matrimonio igualitario y la adopción por parejas del mismo sexo. Para evitarlo y blindar sus intereses, en ese mismo acto de concesión de personerías jurídicas, el Estado reformó el artículo 112 y el 116 de la Constitución, estableciendo que en el país el matrimonio siempre será entre un hombre y una mujer y que la solicitud de adopción cumple el mismo requisito.

#### Crisis política y golpe de Estado (2009-2010)
Desde esa fecha hasta la crisis política de 2009, en donde el entonces presidente Manuel Zelaya fue depuesto, las organizaciones LGBTI+ centraron sus objetivos particularmente en el área de la salud y no se incidió con tomadores de decisiones. Solo en 2008 hay un primer acercamiento a gobiernos locales, particularmente en el departamento de Cortés, donde se abordaron situaciones de violencia en contra de personas LGBTI+, por presiones como los informes de Human Rights Watch (2009) que reflejaron en su momento violencias hacia personas motivadas presuntamente por su orientación sexual o identidad de género que no entraban al sistema formal de denuncias. En 2009, luego de la crisis política, las personas LGBTI+ dan un salto cualitativo y empiezan a ser protagónicas en la movilización social del país junto con las mujeres, los jóvenes y los campesinos para pedir una reforma social que garantice el bienestar de la población. Acciones apoyadas por la presencia de la veeduría internacional, como la misión de la Organización de Estados Americanos (OEA), ayudaron a potencializar escenarios de encuentro y articulación entre el Estado y la sociedad civil.
En ese momento, la situación de las personas LGBTI+ era minimizada bajo el argumento de que la problemática que atravesaba el país no les afectaba, pues durante el periodo 1984-2004, los registros oficiales solo reportaban 20 asesinatos. Sin embargo, en el marco de la crisis política, organizaciones locales e internacionales defensoras de derechos humanos registraron en seis meses más de 28 asesinatos motivados por la orientación sexual y/o la identidad de género de las víctimas. Esto llamó la atención tanto de la comunidad internacional como del Estado.
En medio de esta crisis política y social, el 28 de junio de 2009 fue asesinada Vicky Hernández, mujer trans y activista hondureña, durante el toque de queda impuesto tras el golpe de Estado. Su muerte se convirtió en un símbolo de la violencia y discriminación estructural que enfrentan las personas LGBTI+ en Honduras. Organizaciones nacionales e internacionales documentaron su caso como parte de un aumento significativo de asesinatos motivados por la orientación sexual e identidad de género durante ese período, lo que generó mayor atención y presión internacional hacia el Estado hondureño para garantizar protección y justicia para estas comunidades.

#### Postcrisis (2011-2019)
Luego de la crisis política, para esclarecer los hechos, se creó la Comisión de la Verdad, que amparada también en las recomendaciones del Informe Periódico Universal de la ONU, invitó a los partidos políticos a garantizar una democracia con mayores niveles de participación con base en los principios de la pluralidad. Mientras esto ocurría y en el marco de la misma crisis política, el país vio el resurgimiento de acciones colectivas, sobre todo en sus ciudades más pobladas. Estos procesos de movilización social posibilitaron promover nuevas formas de participación política, no matriculadas en un principio con un partido político, sino con la idea de cambio y renovación. Ahí fue clave la participación de personas líderes LGBTI+ que fueron liderando procesos sociales y políticos, siendo visibles en un escenario al que el país no estaba acostumbrado: la toma de decisiones, enfocando la coyuntura de la violencia como el eje motivador para derrocar la indiferencia y enarbolar la causa del respeto a la integralidad y vida de las personas que manifiestan una orientación sexual no heterosexual o una identidad de género no hegemónica.
En el proceso de florecimiento social, fue clave el rol de la OEA acompañando al Estado y la sociedad civil para la reconciliación ciudadana, generando intereses colectivos para refundar la sociedad y educándola para que de la expectación pasiva diera el paso a la participación ciudadana. Esta reflexión permeó a los partidos políticos que gracias a esos procesos y apoyo de la comunidad internacional, en el año 2012 empiezan a dar un reconocimiento a la ciudadanía LGBTI+ en sus procesos de base, estatutarios y programáticos. En ese mismo año, 2012, se presentaron las primeras candidaturas abiertamente LGBTI+ para las elecciones internas de los partidos. Estas candidaturas tenían mucha fuerza mediática por el fenómeno de “curiosidad” que generaban en el país. Sin embargo, su exposición los hizo víctimas de ataques y discriminación de manera sistemática, dando como resultado que aquellas personas que se postulaban, se veían expuestas a sufrir ataques, así como a la vulneración de sus derechos.
En 2013 el Gobierno creó la Secretaría de Justicia y Derechos Humanos, espacio que convocó a los actores claves de la vida nacional, entre ellos a las personas LGBTI+ (primera vez convocadas por el Gobierno) para dialogar y dar origen a la Política Nacional en Derechos Humanos, como respuesta al Informe Periódico Universal de la ONU, año 2012. La política busca garantizar prácticas de inclusión y garantías de vida digna a los grupos poblacionales de todos los departamentos del país. Posteriormente, una vez sorteada la crisis en el plano internacional, dicha Secretaría pasó a ser una Subsecretaría de la Secretaría de Derechos Humanos, Justicia, Gobernación y Descentralización. La primera experiencia pública fue la del defensor de derechos humanos Walter Tróchez quien en el año 2009, en el marco de la crisis política, asumió un papel de defensoría y, siendo abiertamente gay, denunció arbitrariedades en los centros de votación. El 2 de diciembre de 2009 fue secuestrado, días después se fugó y denunció que el secuestro fue motivado por sus denuncias. El 13 de diciembre del mismo año fue secuestrado nuevamente, para posteriormente ser torturado y asesinado. Su muerte menguó las expectativas de participación de las personas LGBTI+ en el país y causó miedo y desconfianza ejercer los derechos ciudadanos. En 2012, el periodista gay Erick Alexánder Martínez Ávila era precandidato por el departamento de Francisco Morazán a una diputación en las elecciones internas del Partido Libertad y Refundación (LIBRE), por la corriente Fuerza de Revolución Popular (FRP). Él hizo pública su candidatura el 1 de mayo de 2012, en una manifestación por el día del trabajo. Días después lo torturaron y asesinaron. De nuevo, la muerte de un líder LGBTI+ generó zozobra en las personas LGBTI+. En junio de 2012, Erick Martínez Vidal, hombre abiertamente gay, y quien fuese el suplente de Erick Martínez Ávila, decide participar en las contiendas electorales de 2012 haciéndose acompañar de la lideresa trans Arely Victoria Gómez para la suplencia; decisión similar tomaron en San Pedro Sula Claudia Spellman, lideresa trans, y Josué Hernández, líder gay, como su suplente. Victoria y Claudia tuvieron que inscribirse con sus nombres de nacimiento, no con sus nombres identitarios, situación que complicó sus procesos electorales e hizo que mediáticamente fueran víctimas de señalamientos, ignorando sus propuestas de campaña.
Movimientos conservadores quisieron hacer creer al electorado que sus intereses eran únicamente promover el matrimonio igualitario; cuando ambas campañas se caracterizaron por discursos alineados a los postulados del partido y no a particularidades de las agendas LGBTI+. Ninguna de estas dos precandidaturas ganó las elecciones primarias del Partido LIBRE, pero se posicionaron e hicieron valer el derecho a la participación ciudadana, no por ser personas LGBTI+ sino por ser ciudadanos y ciudadanas que lograron enarbolar un derecho que se les venía negando por prejuicios sociales y culturales. Sumaron entre las dos campañas 25 472 votos que, en el caso de Francisco Morazán, representaban el 50 % de lo requerido para pasar a la diputación y, en el caso de Cortés, el 60 % para adquirir un escaño. Esta situación permitió que su partido de origen, LIBRE, reconociera el gran aporte que, como candidatos y candidatas, hicieron a su estructura. Por ello decidieron estatutariamente crear espacios de representación y participación permanente para las personas LGBTI+, que fueron llevados a una reforma en sus estatutos. Lastimosamente, Claudia Spellman tuvo que huir del país en 2014 por amenazas de muerte, después de haber interpuesto una denuncia ante la Comisión Interamericana de Derechos Humanos (CIDH), por presiones de sectores conservadores por su participación política como mujer trans. Posteriormente, en 2016, Arely Victoria también tuvo que buscar asilo político por las constantes amenazas contra su vida. A partir de las elecciones de 2013, el líder gay de San Pedro Sula, René Martínez, empieza a cobrar alto nivel de visibilidad dentro del Partido Nacional. Él, de manera novedosa, inició en su colonia un proceso de acercar las agendas del partido en lo local a las exigencias de la ciudadanía LGBTI+, logrando que los políticos locales asumieran un compromiso con las garantías de vida de este grupo poblacional. En 2014, René Martínez logró un acercamiento entre los sectores LGBTI+ y la Alcaldía de San Pedro Sula, permitiendo que a su vez el partido del alcalde (Partido Nacional) asumiera compromiso en el plano local. En el mes de junio de 2016, precisamente en el mes de la diversidad sexual y de género, nuevamente se puso de luto el movimiento LGBTI+ y de defensores de derechos humanos, con el asesinato de René. Para dialogar y reflexionar sobre la situación de derechos humanos en Honduras de las personas lesbianas, gais, bisexuales, trans e intersex, se celebró en Tegucigalpa en el año 2015 el Encuentro de Liderazgos Políticos LGBTI+ en América Latina y el Caribe, que permitió realizar múltiples encuentros locales, partidistas y sectoriales para reflexionar sobre los retos en Honduras para que las personas participen en política.